# International Association of Sound and Audiovisual Archives
La International Association of Sound and Audiovisual Archives (IASA), en español: Asociación internacional de archivos sonoros y audiovisuales, fue fundada en Ámsterdam en 1969 como foro de cooperación internacional entre archivos, bibliotecas y personas interesadas en la preservación de documentos audiovisuales y archivos sonoros.

## Objetivos de la IASA
En el acta de constitución de la IASA se establecieron los siguientes propósitos:
- Fortalecer la cooperación entre archivos y otras instituciones que preservan documentos sonoros y audiovisuales.
- Iniciar y fomentar actividades que desarrollen y mejoren la organización, administración y contenidos de las colecciones sonoras y audiovisuales grabadas y, en la consecución de estos fines, cooperar con otras organizaciones en ámbitos afines.
- Estudiar todas las tecnologías disponibles y utilizadas en el trabajo de preservación de archivos sonoros y audiovisuales con otras instituciones que conservan estos documentos, y difundir los resultados de dichos estudios técnicos a escala internacional.
- Fomentar, a nivel mundial, el intercambio de documentos sonoros y audiovisuales, así como de literatura e información relacionada con estos documentos.
- Estimular y promover, por todos los medios, la conservación, documentación y difusión de todas las colecciones sonoras y audiovisuales grabadas.

## Afiliación
La IASA cuenta con miembros de más de 70 países los cuales representan una amplia gama de archivos audiovisuales e intereses personales, que se distinguen por su enfoque en temas y áreas particulares, como por ejemplo, los archivos de todo tipo de grabaciones musicales, documentos sonoros históricos, literarios, folclóricos y etnológicos, producciones teatrales y entrevistas de historia oral, bioacústica, sonidos ambientales e incluso médicos, grabaciones lingüísticas y dialectales, así como grabaciones con fines forenses.

## Actividades de la IASA
La IASA promueve el intercambio abierto y continuo de ideas e información sobre temas de actualidad en el campo audiovisual, a través de conferencias anuales, la revista IASA Journal, un servicio de listas Archivado el 26 de abril de 2011 en Wayback Machine., así como el propio sitio web de la IASA.

## Conferencias anuales
La IASA ha celebrado una conferencia cada año desde su inicio, a veces en asociación con organizaciones relacionadas. En 2010, IASA y la Asociación de Archiveros de Imágenes en Movimiento (AMIA) se reunieron por primera vez en una conferencia conjunta IASA-AMIA celebrada en Filadelfia, EE. UU. Con más de 750 participantes y más de 100 presentaciones y conferencias, esta fue una de las conferencias más importantes en el campo del archivo audiovisual hasta la fecha. La conferencia de 2013 en Vilnius, Lituania, se celebró en asociación con el Consejo de Archivos Audiovisuales del Báltico. La conferencia de 2019 se celebró en Ámsterdam, Países Bajos.
 
| Año  | País anfitrión                             | Coorganizador |
| ---- | ------------------------------------------ | --- |
| 1969 | Ámsterdam, Países Bajos                    | |
| 1970 | Leipzig, República Democrática Alemana     | con IAML |
| 1971 | San Galo, Suiza                            | con IAML |
| 1972 | Bolonia, Italia                            | con IAML |
| 1973 | Londres, Reino Unido                       | con IAML |
| 1974 | Jerusalén, Israel                          | con IAML |
| 1975 | Montreal, Canadá                           | con IAML |
| 1976 | Bergen, Noruega                            | con IAML |
| 1977 | Maguncia, Alemania                         | con IAML |
| 1978 | Lisboa, Portugal                           | con IAML |
| 1979 | Salzburgo, Austria                         | con IAML |
| 1980 | Cambridge, Reino Unido                     | con IAML |
| 1981 | Budapest, Hungría                          | con IAML |
| 1982 | Región de Bruselas-Capital, Bélgica        | con IAML |
| 1983 | Washington D. C., Estados Unidos           | con IAML |
| 1984 | Como, Italia                               | con IAML |
| 1985 | Berlín Este, República Democrática Alemana | con IAML |
| 1986 | Estocolmo, Suecia                          | con IAML |
| 1987 | Ámsterdam, Países Bajos                    | con IAML |
| 1988 | Viena, Austria                             | Primera conferencia de la IASA en solitario |
| 1989 | Oxford, Reino Unido                        | con IAML |
| 1990 | Ottawa, Canadá                             | con ARSC y la Canadian Association of Music Libraries |
| 1991 | Sopron, Hungría                            | |
| 1992 | Canberra, Australia                        | con ASRA |
| 1993 | Helsinki, Finlandia                        | con IAML |
| 1994 | Berlín, Alemania                           | con FIAT-IFTA |
| 1995 | Washington D. C., Estados Unidos           | con FIAT-IFTA y ARSC |
| 1996 | Perugia, Italia                            | with IAML |
| 1997 | Mascate, Omán                              | |
| 1998 | París, Francia                             | con AFAS |
| 1999 | Viena, Austria                             | Arbeitsgemeinschaft audiovisueller Archive Österreichs |
| 2000 | Singapur                                   | National Archives of Singapore, con el Southeast Asia-Pacific Audio Visual Archives Association (SEAPAVAA) |
| 2001 | Londres, Reino Unido                       | British Library |
| 2002 | Aarhus, Dinamarca                          | Statsbibioteket, Dinamarca |
| 2003 | Pretoria, Sudáfrica                        | |
| 2004 | Oslo, Norway                               | con IAML |
| 2005 | Barcelona, España                          | |
| 2006 | Ciudad de México, México                   | |
| 2007 | Riga, Letonia                              | Televisión de Letonia, Consejo del Archivo Audiovisual Báltico |
| 2008 | Sídney, Australia                          | Australian National Maritime Museum |
| 2009 | Atenas, Grecia                             | Hellenic National Audiovisual Archive |
| 2010 | Filadelfia, Estados Unidos                 | con la Association of Moving Image Archivists |
| 2011 | Fráncfort del Meno, Alemania               | Biblioteca Nacional de Alemania Hessischer Rundfunk German Broadcasting Archive |
| 2012 | Nueva Delhi, India                         | AIIS Archives and Research Center for Ethnomusicology |
| 2013 | Vilna, Lituania                            | Vilnius University, Baltic Audiovisual Archival Council |
| 2014 | Ciudad del Cabo, Sudáfrica                 | National Library of South Africa's Center for the Book |
| 2015 | París, Francia                             | Biblioteca Nacional de Francia |
| 2016 | Washington D. C., Estados Unidos           | Biblioteca del Congreso de Estados Unidos |
| 2017 | Berlín                                     | Museo etnológico de Berlín |
| 2018 | Acra, Ghana                                | Institute of African Studies, Universidad de Ghana |
| 2019 | Hilversum, Países Bajos                    | Netherlands Institute for Sound and Vision |
| 2020 | Dublín, Trinity College de Dublín, Irlanda | con la International Federation of Television Archives y la Radio Televisión de Irlanda. Con motivo de la pandemia por COVID-19 y las incertidumbres que ella implica, el comité organizador tomó la decisión de realizar una conferencia virtual, en lugar de un encuentro presencial. |

## Publicaciones
La IASA sigue de cerca el progreso de la tecnología y los miembros pueden recurrir a un grupo de expertos para obtener ayuda y asesoramiento sobre varios aspectos, que van desde la digitalización hasta los metadatos y los problemas técnicos. En este sentido, la IASA ha publicado una serie de publicaciones especiales:
- The Safeguarding of the Audio Heritage: Ethics, Principles and Preservation Strategy (IASA-TC 03)
- Guidelines on the Production and Preservation of Digital Audio Objects (IASA-TC 04)
- Handling and Storage of Audio and Video Carriers (IASA-TC 05)
- Guidelines for the Preservation of Video Recordings (IASA-TC 06)
- IASA Cataloguing Rules (also a Spanish version as Reglas de Catalogación de IASA)
- Task Force on Selection for Digital Transfer.
- Ethical Principles for Sound and Audiovisual Archives

## Premios y subvenciones
La organización otorga premios por contribuciones destacadas a la profesión de archivo sonoro y audiovisual, así como apoyo financiero para la investigación, la formación y la participación en conferencias anuales:
- Desde 2004, el Premio de Reconocimiento de la IASA por servicio sobresaliente se otorga cada año a un miembro de la  IASA
- El estatus de Miembro de Honor de la IASA se otorga a las personas como una marca de servicio especial en el trabajo de archivos sonoros y audiovisuales.
- Los Travel Awards se otorgan anualmente a miembros seleccionados de la IASA para compensar los costos de participación en las conferencias anuales.
- Las becas de investigación se otorgan de forma ocasional para apoyar la investigación y la publicación originales sobre archivos audiovisuales.
- El Premio Dietrich Schüller de Formación Audiovisual apoya la asistencia a cursos de formación.

## Colaboración
La IASA tiene relaciones de larga data con organizaciones internacionales como la UNESCO y Europeana, y es un socio respetado en varios proyectos de archivos audiovisuales internacionales. La IASA es miembro fundador del CCAAA (Consejo Coordinador de Asociaciones de Archivos Audiovisuales).
En 2012 y 2013, la IASA alojó el sitio web oficial del Día Mundial del Patrimonio Audiovisual de UNESCO,  un evento que se celebra anualmente cada 27 de octubre, para aumentar la conciencia de la importancia de las amenazas que se ciernen sobre la herencia de sonidos e imágenes en movimiento del mundo entero.

## Junta directiva y presidente

### Junta directiva
Mandato 2020 - 2023:
- Presidente de la junta: Tre Berney, director de digitalización y conservación, Biblioteca de la Universidad de Cornell
- Presidente anterior: Toby Seay, profesor de la Universidad Drexel
- Vicepresidente (membresías): Margarida Ullate i Estanyol, directora de la unidad de sonido y audiovisuales de la Biblioteca de Cataluña
- Vicepresidente (conferencias): Perla Olivia Rodríguez Reséndiz, Instituto de Investigaciones Bibliotecológicas y de la Información de la UNAM de México
- Vicepresidente (comunicaciones): Judith Opoku-Boateng, Archivos JH Kwabena Nketia, Instituto de Estudios Africanos, Universidad de Ghana
- Secretaria General: Elisabeth Steinhäuser, archivos multimedia de la radio televisión pública austríaca (ORF)
- Tesorero: Yuri Shimoda, Archivo de Etnomusicología de UCLA
- Editora: Jennifer Vaughn, Unidad de Archivos, Radio Free Europe y Radio Liberty
- Responsable web: Richard Ranft, director de sonido y visión de la Biblioteca Británica

### Presidentes ejecutivos[28]
- 1969-1972: Donald Leavitt (Biblioteca del Congreso, EE. UU.)
- 1972-1975: Timothy Eckersley (BBC, Reino Unido)
- 1975-1978: Dietrich Schüller (Academia de Ciencias de Austria, Austria)
- 1978-1981: Rolf L. Schuursma (Fundación del Cine y la Ciencia, Países Bajos)
- 1981-1984: David G. Lance (Museo Imperial de la Guerra, Reino Unido)
- 1984-1987: Ulf Scharlau (Süddeutscher Rundfunk, Alemania)
- 1987-1990: Helen P. Harrison (The Open University, Reino Unido)
- 1990-1993: Gerald D. Gibson (Biblioteca del Congreso, EE. UU.)
- 1993-1996: James McCarthy (Archivos nacionales de cine y sonido, Australia)
- 1996-1999: Sven Allerstrand (Archivo del sonido y la imagen, Suecia)
- 1999-2002: Crispin Jewitt (British Library Sound Archive, Reino Unido)
- 2002-2005: Kurt Deggeller (Memoriav, Suiza)
- 2005-2008: Richard Green (Biblioteca y Archivos de Canadá, Canadá)
- 2008-2011: Kevin Bradley (Biblioteca Nacional de Australia, Australia)
- 2011-2014: Jacqueline von Arb (Instituto Noruego de Sonido Grabado, Noruega)
- 2014-2017: Ilse Assman (M-Net, MultiChoice, Sudáfrica)
- 2017-2020: Toby Seay (Universidad Drexel, EE. UU.)

## Comités y secciones
Los Comités de la IASA se enfocan en temas que son de interés común para todos los archivos y colecciones. 
Las Secciones de IASA proporcionan una plataforma para el intercambio de información entre tipos específicos de archivos y colecciones.

### Comité Organizador del Conocimiento
El Comité Organizador del Conocimiento se preocupa, tanto por las normas y reglas, como por los sistemas automatizados o manuales de documentación y catalogación de los medios audiovisuales. Los funcionarios (presidentes, secretarios) del Comité Organizador del Conocimiento (anteriormente conocido como Comité de Catalogación y Documentación) son elegidos dentro de los miembros del comité. Los comités deciden exclusivamente sobre los objetos y tareas de los que se ocupan.
- Presidente del Comité Organizador del Conocimiento: Dr. Johan Oomen, Instituto Holandés del sonido y la imagen
- Vicepresidente: Guy Marechal
- Secretario: Zane Grosa, Biblioteca Nacional de Letonia

### Comité de Discografía
El Comité de Discografía se ocupa de los estándares y las prácticas recomendadas, así como de los proyectos actuales y en curso que involucran grabaciones publicadas. Los funcionarios del Comité de Discografía (presidentes, secretarios) se eligen dentro del comité. Los comités deciden exclusivamente sobre los objetos y tareas de los que se ocupan.
- Presidente del Comité de Discografía: Peter Laurence, Biblioteca Musical Eda Kuhn Loeb, Universidad de Harvard
- Vicepresidente: Pedro Félix, Arquivo Nacional do Som (Equipa Instaladora), Alameda da Universidade
- Secretaria: Margarida Ullate i Estanyol, Directora de la Unidad de Sonido y Audiovisual, Biblioteca de Cataluña

### Comité Técnico
El Comité Técnico se dedica a todos los aspectos técnicos de las grabaciones sonoras y audiovisuales. Esto incluye los procesos de grabación reales, la optimización de la reproducción de grabaciones históricas y modernas, tecnologías de transferencia y digitalización, estándares y tecnologías de almacenamiento, software y soportes. El Comité Técnico se preocupa por la preservación de los medios audiovisuales y audiovisuales y los enfoques técnicamente sostenibles para el acceso futuro. La creación de publicaciones especiales que permitan a la comunidad de archivos audiovisuales tomar decisiones fundamentadas al respecto es una de las principales preocupaciones del comité. El Comité Técnico ha entregado varios trabajos, que sirven como lineamientos técnicos, en la serie Standards, Recommended Practices and Strategies (Estándares, prácticas recomendadas y estrategias). Los funcionarios del Comité Técnico (presidentes, secretarios) se eligen dentro del comité. Los comités deciden exclusivamente sobre los objetos y tareas de los que se ocupan.
- Presidente del Comité Técnico: Lars Gaustad, asesor principal de preservación, Biblioteca Nacional de Noruega
- Vicepresidente: Nadja Wallaszkovits, Phonogrammarchiv der Österreichischen Akademie der Wissenschaften
- Secretario: Ross Garrett, Gerente, Preservación de audio, Archivo Nacional de Cine y Sonido, Australia

### Comité de Capacitación y Educación
El Comité de Capacitación y Educación busca crear y apoyar una comunidad de archivos audiovisuales que sea conocedora, profesional, capaz de cuidar sus colecciones de manera efectiva y reconocida como tal por sus instituciones o la comunidad profesional en general. Los funcionarios del Comité de Capacitación y Educación (presidentes, secretarios) se eligen dentro del comité. Los comités deciden exclusivamente sobre los objetos y tareas de los que se ocupan. El Comité de Capacitación y Educación se ocupa de la formación y la educación de archivos audiovisuales, así como de las acciones concentradas en la obtención de material formativo y educativo multifuncional.
- Presidente del Comité de Capacitación y Educación: Will Prentice, The British Library, Sound & Vision
- Vicepresidente: Pio Pellizzari, Swiss National Sound Archives
- Secretaria: Gisa Jähnichen, Berlín

### Sección de Archivos Nacionales
La Sección de Archivos Nacionales es el lugar donde los miembros se reúnen para considerar cuestiones que enfrentan las colecciones nacionales designadas oficialmente, por ejemplo, políticas de adquisición, depósito legal, gestión de grandes colecciones, ya sea en archivos, museos, bibliotecas, organizaciones audiovisuales dedicadas o institutos de investigación y universidades.
- Presidente de la Sección Archivos Nacionales: Irfan Zuberi, director de proyectos, Archivo Audiovisual Cultural Nacional, Centro Nacional de las Artes Indira Gandhi de India
- Vicepresidente: Richard Ranft, Jefe de Sonido y Visión, The British Library
- Secretario: Dr. Gila Flam, Universidad Hebrea de Jerusalén, Israel

### Sección de Archivos de Radiodifusión
La Sección de Archivos de Radiodifusión se encarga de las responsabilidades especiales que competen a los archivos audiovisuales en las empresas de radiodifusión.
- Presidente de la Sección de Archivos de Radiodifusión: Jennifer Vaughn, bibliotecaria senior de noticias digitales, Radio Free Europe - Radio Liberty de Praga, República Checa
- Vicepresidente: Carolyn Birdsall, investigadora y profesora (archivo audiovisual), estudios de medios, Universidad de Ámsterdam
- Secretaria: Lynn Johnson, e. TV (PTY) Limited, Ciudad del Cabo

### Grupo de trabajo de Europeana Sounds
El grupo de trabajo de Europeana Sounds trabaja en las siguientes actividades:
- Investigar fuentes de financiación para sustentar el trabajo del proyecto Europeana Sounds 2014-2017
- Sensibilizar sobre la riqueza y las amenazas al patrimonio sonoro de Europa.
- Proporcionar formación experta sobre cómo proporcionar metadatos correctos para agregar herencia de audio al portal Europeana, a través de talleres de conferencias y seminarios web.
- investigar la conservación del canal Europeana de música y cualquier otro canal temático relacionado con el audio en Europeana
- derechos de autor y derechos morales relacionados con el acceso al patrimonio de audio a través de Europeana
- intercambio de información sobre las mejores prácticas para el acceso al audio en línea para el mayor beneficio de los miembros de IASA

- Encargado: Tom Miles, coordinador de metadatos de Europeana Sounds, The British Library

## Sedes regionales
Existen sucursales nacionales y regionales de IASA, con sus propios miembros y actividades, para las regiones de Austria, Gran Bretaña e Irlanda y Alemania-Suiza.